# Публий Воласенна
Публий Воласенна (лат. Publius Volasenna) — римский политический деятель и сенатор середины I века.
Братом Публия был консул-суффект 47 года Гай Воласенна Север. Около 54 года он занимал должность консула-суффекта. В 62/63 году Воласенна был проконсулом провинции Азия.